# آب‌های آزاد ۳: غواصی با قفس
آب‌های آزاد ۳: غواصی با قفس (به انگلیسی: Open Water 3: Cage Dive) یک فیلم بقا در سبک ویدئوی پیداشده محصول سال ۲۰۱۷ سینمای استرالیا به کارگردانی و نویسندگی جرالد راسیوناتو است.

## داستان
سه دوست به سواحل استرالیا می‌روند و برای ضبط یک پروژه ویدویی قبول می‌کنند تا با قفس به اعماق اقیانوسی بروند که مملو از کوسه‌های سفید است. اما زمانی که یک موج بزرگ قایق‌شان را نابود می‌کند، آنها خود را شناور بر آبهای اقیانوس همراه با کوسه‌های گرسنه می‌یابند و …